# Odette Lusien
Odette Lusien, née Casteur,  est une nageuse française née le 11 novembre 1927 et morte le 12 mars 2007.

## Biographie
Odette Lusien est membre de l'équipe de France aux Jeux olympiques d'été de 1952 à Helsinki, prenant part au 200 mètres brasse ; elle est éliminée en séries. Elle est aussi éliminée en séries du 100 mètres papillon des Jeux olympiques d'été de 1956 à Melbourne.
Elle a été huit fois championne de France de natation sur 200 mètres brasse (1944, 1945, 1949, 1950, 1951, 1952, 1953 et 1954) et cinq fois championne de France sur 100 mètres papillon (1953, 1954, 1955, 1956 et 1957).  Elle remporte le relais 3 x 100 mètres (3 nages) et le 4 x 100 mètres nage libre aux championnats de France de 1949.
En club, elle a été licenciée au Stade français et au CN Marseille.

## Vie privée
Odette Lusien et le nageur Maurice Lusien se marient à Créteil en août 1950. 